# Pigasus
Pigasus était un cochon qui fut un candidat satirique au poste de président des États-Unis pour le Youth International Party (Yippies).
Le nom de ce cochon était un jeu de mots formé par la contraction des mots Pegasus (Pégase en anglais, le cheval ailé de la mythologie grecque) et pig (cochon, en anglais). Menée par Abbie Hoffman et Jerry Rubin, la candidature de Pigasus fut annoncée durant les émeutes massives de la convention nationale démocrate de 1968 à Chicago. Après cet épisode, Pigasus devint un membre de la Hog Farm (en), et voyagea avec eux. Le « candidat » fut présent plus tard à une manifestation qui commença au Gansevoort Street garbage pier jusqu'à Tompkins Square Park dans l'East Village.
Charles Bukowski a écrit à ce sujet, à propos des yippies et de Pigasus : 

« Les membres de l'équipe ne semblaient pas bien méchants. Étrangement calmes, éteints et bien nourris pour leur âge. Ils étaient assis en cercle et échangeaient des blagues pacifistes ou sur la marijuana. Tout le monde comprenait sauf moi. Un cochon à la présidence ... Putain, qu'est-ce que ça voulait dire ? Ça les excitait. Moi ça m'ennuyait. »